# Ballota sechmenii
Ballota sechmenii là một loài thực vật có hoa trong họ Hoa môi. Loài này được Gemici & Leblebici mô tả khoa học đầu tiên năm 1995.